# Ratolins de peus grossos
Els ratolins de peus grossos (Macrotarsomys) són un gènere de rosegadors de la subfamília dels nesomins. Conté tres espècies endèmiques de Madagascar.
Tenen un aspecte similar als gerbil·lins, però no en són parents propers. Tenen les potes posteriors grosses i viuen als herbassars i boscos secs. El pelatge dorsal és marró i el ventral és blanquinós. Es caracteritzen per les seves orelles grosses i la seva llarga cua, que pot fer dues vegades la llargada del cos i té una mata de pèls a la punta.